# من و لیلی
انا ولیلی نام یکی از آلبوم‌های کاظم الساهر، خواننده، شاعر و آهنگساز عراقی است. این آلبوم که مشتمل بر ۷ آهنگ می‌باشد در سال ۱۹۹۸ میلادی و توسط شرکت عربستانی روتانا منتشر شد.

## آهنگ‌ها
- «الا انت»
- «انا وليلي»
- «اه علي اه»
- «بالهداوه»
- «أشكيك لمين»
- «أبات مهموم»
- «لعب بيهم لعب»